# Domenico Rivarola
Pour les articles homonymes, voir Rivarola et Domenico Rivarola (cardinal).
Domenico Rivarola (on trouve parfois le prénom francisé Dominique, ou Dumenicu en corse), né à Bastia en 1682 ou 1683, et mort le 12 avril 1748 à Turin, est un homme politique corse.

## Biographie
Comte palatin de vieille noblesse, il descendait, par son père, de la famille Rivarola de Chiavari (État de Gênes), et, du côté maternel, de celle des Verdoni d'Omessa, célèbre dans les annales de la Corse. Entré de bonne heure dans la carrière des emplois publics pour la république de Gênes, il fut d'abord appelé à administrer comme podestà sa ville natale (1724), et plus tard il remplit les fonctions de commissaire de la république dans la province de Balagne.
Il est le père d'Anna Maria Cristina Rivarola, figure historique de la Corse à l'époque de Pascal Paoli.

### Les émeutes de 1729
Il habitait Bastia lorsque éclatèrent les troubles de 1729. Allié aux principales familles, Rivarola ne pouvait rester étranger à ce mouvement, qui s'était communiqué à la Corse tout entière. Il prit le parti de s'interposer entre le gouvernement et les insurgés, dans l'espoir d'amener par ses conseils et par son influence les parties belligérantes à déposer les armes. Ses efforts à cet égard ne produisirent aucun résultat. Convaincu néanmoins de l'utilité du rôle qu'il n'avait cessé de jouer, il se rendit à Gênes, pour avertir le sénat de la gravité des évènements qui se passaient en Corse, et pour obtenir des concessions devenues nécessaires afin de calmer l'irritation des esprits. Trompé encore cette fois dans son attente, et ne pouvant résister aux pressantes sollicitations de ses compatriotes, il n'hésita plus à embrasser le parti de l'insurrection. Il s'employa dès lors à s'armer et à rechercher du soutien auprès des grandes cours d'Europe.

### Au service du roi de Sardaigne
Appelé au poste de conseiller d'État par le roi Théodore, Rivarola prit une part très active aux événements de ce règne éphémère, et figura parmi les chefs les plus considérés du gouvernement de cette époque. Après le départ de Théodore, le pays parut jouir d'un peu de tranquillité, et c'est pendant cette trêve survenue entre les passions hostiles qui divisaient les esprits, que Rivarola fut invité par un grand nombre de ses amis à se rendre à Turin, pour y solliciter du roi Charles-Emmanuel III la levée d'un régiment composé des habitants de l'île. On espérait que l'éloignement d'un bon nombre d'ambitieux et de personnes compromises aiderait puissamment les hommes sages à rétablir la tranquillité et à fonder un ordre de choses satisfaisant pour tous. La république s'empressa de donner son consentement à cette mesure. Les enrôlements se firent avec promptitude, et l'année 1744 ne s'était pas encore écoulée que Rivarola passait sur le continent italien avec ce régiment parfaitement organisé et en état d'entrer en campagne. Le roi l'avait nommé comte, et l'avait autorisé à prendre le commandement du nouveau corps, avec le grade de colonel.

### La révolte de 1745
L'année suivante, la guerre éclata entre la Sardaigne et Gênes. La Corse fut donc le théâtre de nouvelles hostilités, et Rivarola s'y rendit pour diriger cette guerre. À son arrivée, il convoqua une assemblée générale à Saint-Pancrace de Casinca, pour faire connaître aux Corses les intentions du roi de Sardaigne. Ce monarque promettait de les affranchir de la domination des Génois, et d'assurer, par les moyens qui étaient en son pouvoir, l'indépendance de leur île. Animés par ces promesses, les insurgés nommèrent, à la presque unanimité, Rivarola leur général, et demandèrent à combattre sous les drapeaux de leur libérateur.
Effrayés par ces événements, et dans l'impuissance de conjurer l'orage, les Génois s'adressèrent à Rivarola, pour l'engager à entrer à leur service avec des récompenses magnifiques qui lui étaient offertes au nom de la république. Le chef corse repoussa ces avances et les Génois le menacèrent alors de mettre à mort ses deux fils retenus comme prisonniers de guerre dans les prisons de Gênes. Rivarola leur fit dire que ni les promesses ni les menaces ne le détourneraient jamais de l'accomplissement de ses devoirs de citoyen. C'était une vaine menace, car il est impossible de croire que les Génois aient jamais conçu la pensée d'exécuter une si horrible tragédie. Ils se bornèrent donc à le déclarer rebelle, mirent sa tête à prix et confisquèrent tous les biens qu'il possédait encore à Chiavari. Les hostilités n'avaient pas discontinué. La ville de Bastia était tombée au pouvoir de Rivarola et Saint-Florent avait subi le même sort après un long siège. L'intérieur du pays obéissait aux chefs de l'insurrection, et il ne restait plus aux Génois que quelques places fortes dans lesquelles leurs troupes s'étaient retranchées. Les choses étaient dans cet état depuis plusieurs mois lorsque la discorde se glissa parmi les Corses, et en particulier les trois principaux chefs Rivarola, Gaffori et Matra. Domenico Rivarola était devenu un objet de jalousie pour les uns, tandis que d'autres continuaient à le regarder comme le seul homme capable de sauver le pays. Les Génois n'étaient pas étrangers à ces divisions et ils s'attendaient à en profiter. Les amis de Rivarola convoquèrent alors une assemblée, et il y fut résolu que ce chef irait à Turin solliciter de nouveaux secours d'armes et d'argent.
Le roi Charles-Emmanuel, bien disposé pour les Corses, accéda à cette demande, et de nouvelles troupes partirent pour l'île sous le commandement du chevalier de Cumiana, général dans les armées de Savoie. Les deux fils de Rivarola, rendus à la liberté, faisaient partie de cette expédition. Domenico, resté à Turin pour se concerter avec les ministres du roi sur les affaires de Corse, tomba gravement malade, et mourut le 12 avril 1748.